# Charallave (Venezuela)
Pour les articles homonymes, voir Charallave.
Charallave est le chef-lieu de la municipalité de Cristóbal Rojas dans l'État de Miranda au Venezuela. En 2005, sa population est estimée à 129 213 habitants.

## Étymologie
Charallave provient de la tribu indienne des Charavares qui ont été déplacés par les fondateurs de la ville, les pères missionnaires.

## Géographie

### Transports et communications

#### Transports ferroviaires
La ville est desservie par la gare de Charallave, située sur la ligne Cúa - Caracas.

## Histoire
La ville est fondée en 1681 sous le nom de Santa Rosa de Lima de Charallave par le père Cirilo de Otoniente puis repeuplée par le père Salvador de Cádiz à l'endroit de l'actuelle place Vieja ou place Páez. En 1880, l'église est détruite par un incendie puis reconstruite.
Aujourd'hui, la ville est un important centre de commerce, du fait de son emplacement sur la ligne ferroviaire qui relie Cúa à Caracas.

## Économie
L'activité économique est principalement tournée vers le commerce avec la présence d'importants centres commerciaux (Tamanaco tuy, Los Samanes, Matalinda et Chara) et l'industrie (construction, matériel ferroviaire).

## Sources
- (es) Cet article est partiellement ou en totalité issu de l’article de Wikipédia en espagnol intitulé « Charallave » (voir la liste des auteurs).